# Embsen
Embsen ist eine Gemeinde im Landkreis Lüneburg in Niedersachsen.

## Geografie

### Geografische Lage
Das 530 Hektar große Naturschutzgebiet Hasenburger Bachtal liegt zum Teil auf dem Gebiet der Gemeinde Embsen.
Der Hasenburger Mühlenbach (auch Hasenburger Bach), ein linksseitiger Nebenfluss der Ilmenau, hat seine Quelle westlich von Embsen.

### Gemeindegliederung
Die heutige Gemeinde Embsen besteht aus den Dörfern Embsen, Oerzen und Heinsen.

## Geschichte
Die vorgeschichtliche Besiedlung:
Zahlreiche archäologische Funde in der Sammlung des Lüneburger Museums belegen, dass seit der ausgehenden Jungsteinzeit von einer intensiven Besiedlung der Gemarkungen der einzelnen Dörfer auszugehen ist; einzelne Fundplätze, entdeckt von dem Oerzener Hobbyarchäologen Otto Nottorf, datieren sogar in die älteren und mittleren Abschnitte der Steinzeit. In den vorgeschichtlichen Siedlungen, darunter solche aus der Zeit um Christi Geburt in Embsen und Oerzen, können nicht zwingend direkte Vorläufer der heutigen Dörfer gesehen werden. Sie stammen aus einer Zeit, in welcher der germanische Stamm der Langobarden in antiken Quellen als in Nordostniedersachsen wohnhaft genannt wird. Noch im Jahre 2003 wurden beim Bau einer Pipeline auch in der Nachbargemarkung Rettmer vier Öfen entdeckt, die in der Zeit um Christi Geburt zur Eisengewinnung genutzt wurden. Dort waren dem Lüneburger Museum schon 1935 zwei weitere solcher Öfen gemeldet worden. Ihren festen Standort erhielten die heutigen Dörfer allerdings erst mit Einführung der mittelalterlichen Grundherrschaft in der Region; frühestens also in der Mitte des 9. Jahrhunderts.
Der Beginn der schriftlich überlieferten Geschichte:
Im Falle Oerzens ist hier wohl ein Zeitpunkt vor dem bzw. im 10. Jahrhundert wahrscheinlich. In dieser Zeit (genau: im Jahre 988) wird der Nachbarort Tellmer als im Besitz des sächsischen Grafengeschlechts der Bardonen befindlich bezeichnet.
Es ist – lt. der Historikerin Gudrun Pischke – eine nicht genau datierbare Mainzer Urkunde von 1104/1105, der Oerzen (und wahrscheinlich auch das unweit gelegene Glüsingen) seine Ersterwähnung verdankt – wenngleich im Falle Oerzens die erste, noch im Original erhaltene Urkunde aus dem Jahre 1298 stammt. Eine der ältesten Erwähnungen Oerzens in der heimatgeschichtlichen Literatur findet sich bei dem Lüneburger Zöllner Urban Friedrich Christoph Manecke. Das betreffende Zitat lautet: „Oerzen, auch Verdisch-Oerzen, worin 7 Hausstellen. (Oerzen gehört) ...zur Amtsvogtei Garlstorf.“ Embsen selbst taucht dem Historiker Thomas Vogtherr zufolge Mitte des 13. Jahrhunderts in einem Lehnsverzeichnis der Familie von Oedeme auf. 
Das älteste Denkmal Embsens steht an der Grenze zur Gemarkung Heiligenthal: der sogenannte Schnedestein und ein weiterer kleiner Stein mit einem Pfeil darauf unmittelbar daneben. Diese bekannten, immer wieder in der heimatkundlichen Literatur genannten Grenzsteine zwischen Oerzen und der Gemarkung Heiligenthal gestatten einen Blick auf die Entstehungsgeschichte der frühen politischen und kirchlichen Einheiten in diesem Raum. Da eine erste Grenzbeziehung bereits für das Jahr 1418 belegbar sein soll, ist es sicher möglich, zumindest den kleineren, spätestens für 1582 belegten „Kreuzstein“ bei Oerzen ebenfalls in das Mittelalter zu datieren.

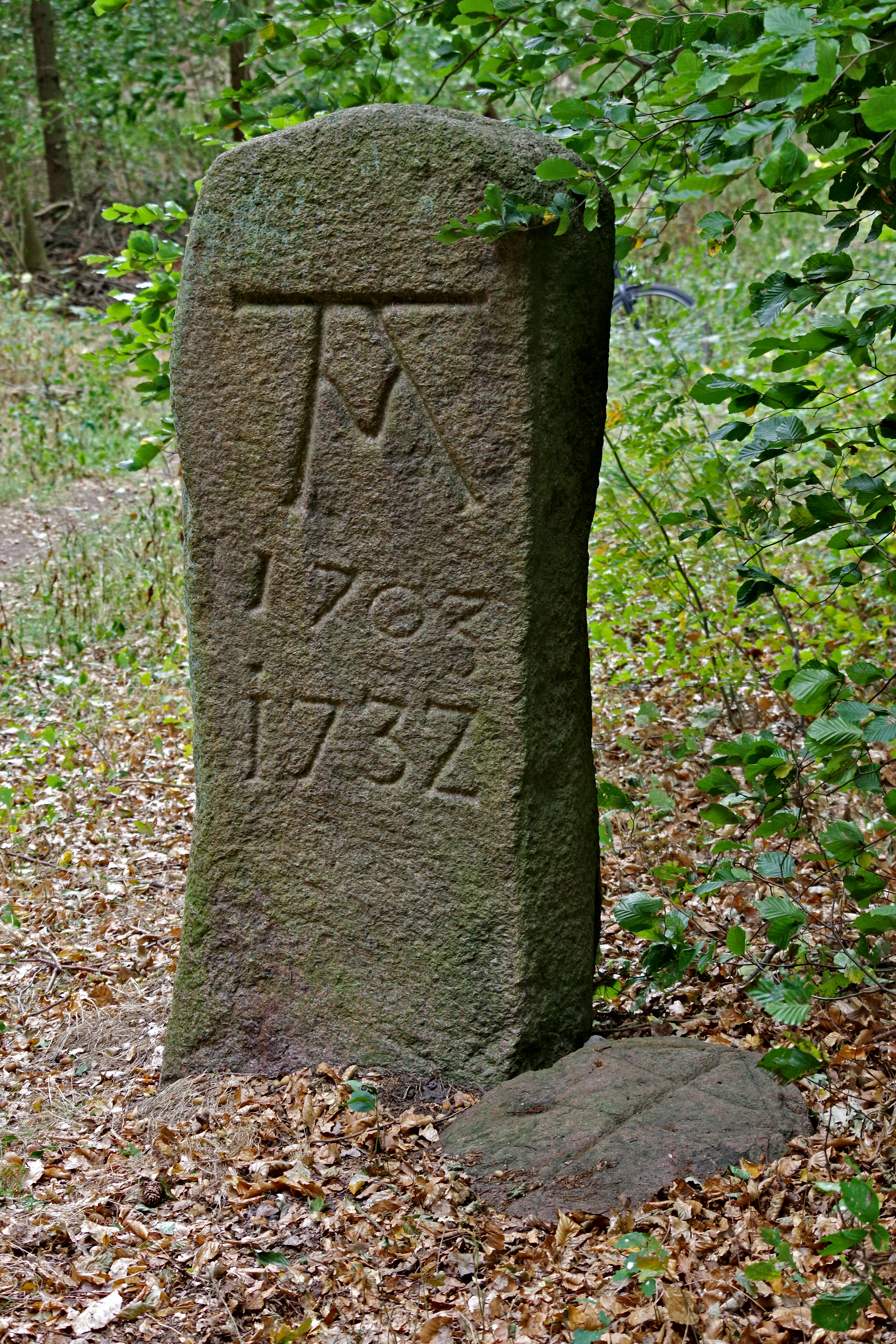
Heiligenthaler Schnedestein, Ansicht aus Nordwest mit Kreuzstein
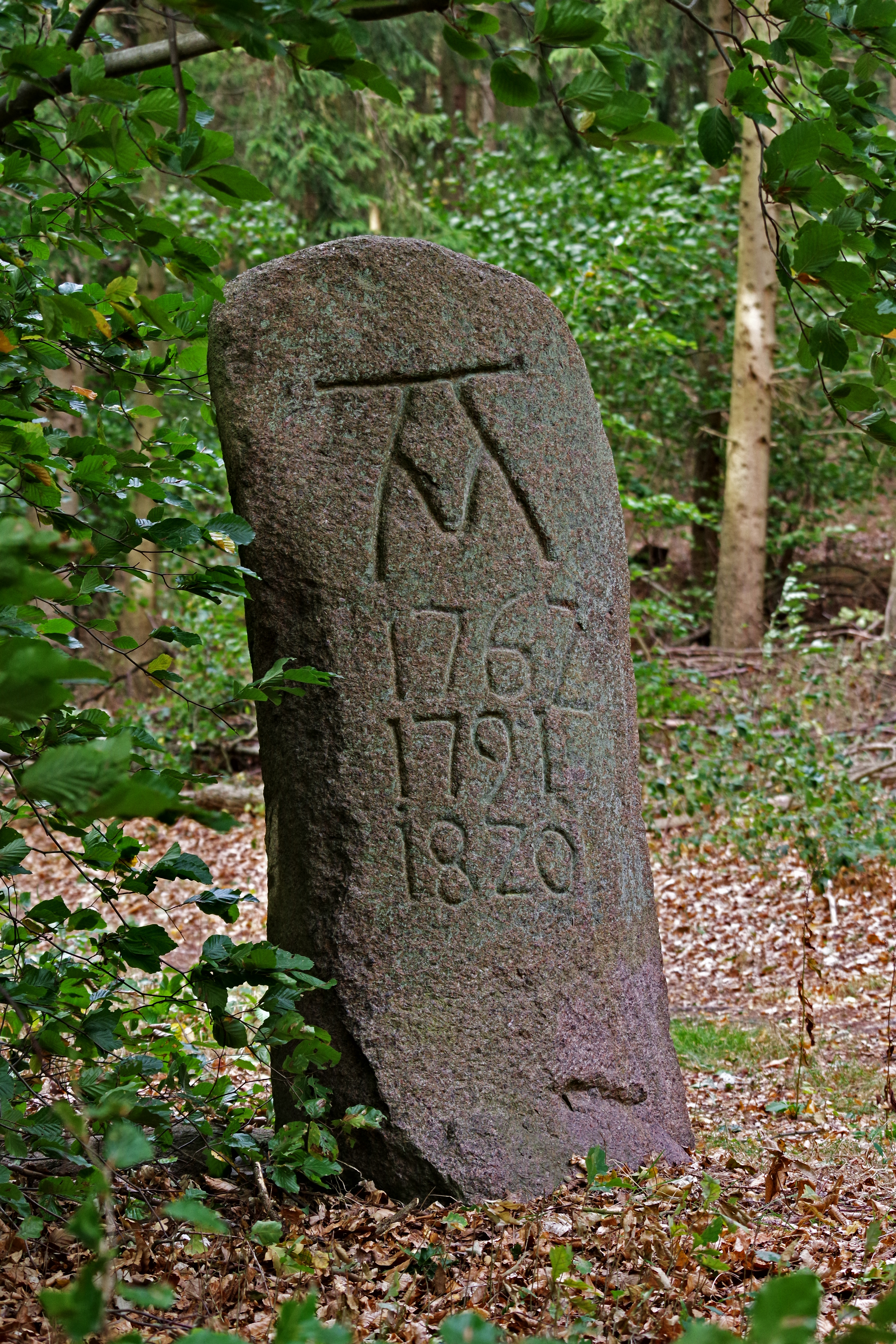
Heiligenthaler Schnedestein, Südansicht
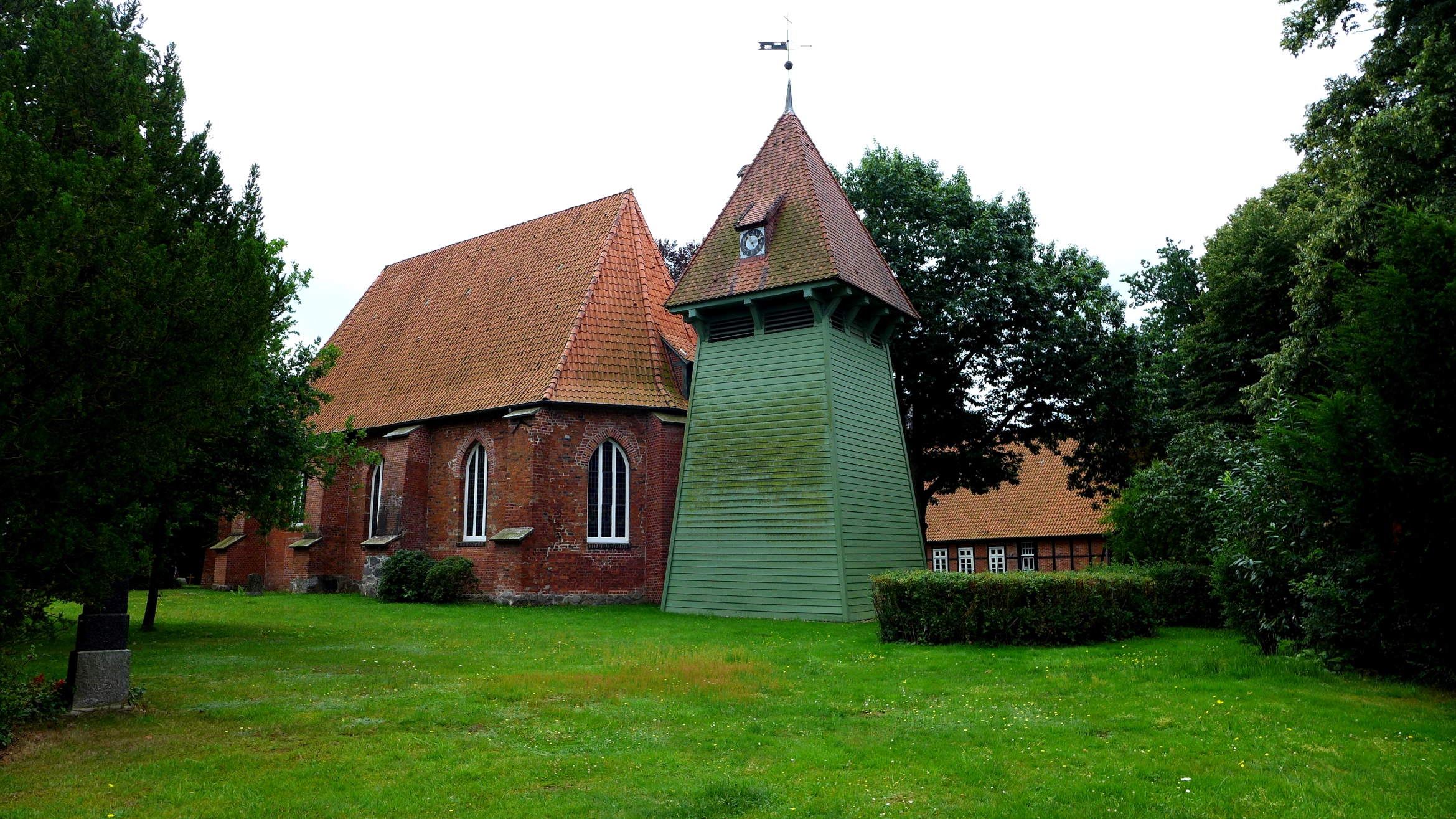
Katharinenkirche in Embsen, gotisch, Fenster im 18. Jh. barock und im 20. Jh. wieder gotisch umgestaltet

Das wohl wichtigste Monument des Mittelalters innerhalb der Gemeinde Embsen ist die Kirche St. Katharina. Wie schon in der Familiengeschichte derer von Estorff überliefert, gründete die Familie von Estorff im Jahre 1288 die Kirche, zu einer Zeit, in der sie ihre ursprünglichen Sitze in Bardowick und wohl auch in dem heute untergegangenen Ort Estorf (bei Ebstorf) aufgab und neue Sitze in Uelzen-Veerßen (1292) und Barnstedt begründete bzw. übernahm.

### Eingemeindungen
Am 1. März 1974 wurden die Gemeinden Heinsen und Oerzen eingegliedert.

### Entwicklung und Erklärung des Ortsnamens
Alte Bezeichnungen des Ortes sind 1330–1352 emmessen, 1357 Emmessen, 1360 empsen, 1375 Empsen, 1375 Emsen, 1384 Empsen 1388 Empsen, 1406 Empsen und 1409 zu Emptzen. Der Ortsname könnte sich mit der Endung „-husen“ von einem Personennamen „Immo“ oder „Emmo“ ableiten. Die Überlieferung und die heutige Form von Embsen sprechen mehr für die Herkunft vom Personennamen Emmo. Weniger wahrscheinlich ist der Ursprung „Erm-“ aus dem Germanischen für „groß“.

## Politik
Die Gemeinde Embsen gehört zum Landtagswahlkreis 48 Elbe und zum Bundestagswahlkreis 38 Lüchow-Dannenberg – Lüneburg.

### Gemeinderat
Der Rat der Gemeinde Embsen besteht aus zwölf Ratsmitgliedern und dem Bürgermeister (UWI). Die Ratsmitglieder werden durch eine Kommunalwahl für jeweils fünf Jahre gewählt.
Die Kommunalwahl 2021 ergab folgende Sitzaufteilung der Gewählten:
- SPD – 3 Sitze
- CDU – 3 Sitze
- UWI – 5 Sitze
- Grüne – 2 Sitze

### Bürgermeister
Bürgermeister ist Stefan Koch (UWI).

## Wirtschaft und Infrastruktur

### Industrie
- Gipswerk Embsen der Knauf KG, Iphofen

### Infrastruktur
- Kindergarten, Waldkindergarten
- Grundschule und Integrierte Gesamtschule
- Jugendzentrum
- Dreifeld-Sporthalle
- Sportplatz
- Einkaufszentrum

## Söhne und Töchter der Gemeinde
- Agnes Karll, Reformerin der deutschen Krankenpflege
- Hermann Hahn, Landtagsabgeordneter und Landrat des Landkreises Lüneburg

## Sonstiges
- Im Jahr 2004 hat der ADAC hier ein Fahrsicherheitszentrum eröffnet.